# Maurice Rochette
Maurice Rochette, né le 1er mai 1900 à Verdun (Meuse) où il est mort le 17 novembre 1971, est un homme politique français.

## Détail des fonctions et des mandats
Mandat parlementaire
- 8 décembre 1946 - 7 novembre 1948 : Sénateur de la Meuse